# Estany de Flamisella
L'Estany de Flamissella és un estany d’origen glacial a la capçalera de la Noguera de Cardós.
És un estany relativament petit (2,4 ha) i somer situat a 2206 m d’altitud. La seva conca està orientada de nord a sud, amb el Pic de Flamisella (2785 m) al nord-est i el Tuc de Marterat (2666 m) al nord com a punts més alts. Es troba al límit del bosc, tot i que la presència de pi negre (Pinus uncinata) a la conca es redueix a uns quants arbres dispersos, aquests són suficients per donar-li un atractiu especial al paisatge. La major part de la conca està coberta per gespets, o prats de Festuca eskia, amb només una part de roca nua i unes quantes tarteres. La característica més destacable de l'estany és l’abundant vegetació aquàtica, principalment de subulària (Subulariaaquatica) i isòets. És un estany conegut per l’atractiu per a la pesca esportiva, s'hi han introduït la truita comuna (Salmo trutta) i també el barb roig (Phoxinus phoxinus).
Es troba englobat dins del Parc Natural de l’Alt Pirineu. El seu estat ecològic és bo segons la classificació de la Directiva marc de l'aigua.